# 塞克罗斯
塞克罗斯，是西班牙卡斯蒂利亚-莱昂萨拉曼卡省的一个市镇。 总面积6平方公里，总人口254人（2001年），人口密度42人/平方公里。